# Judgement2019〜DDT旗揚げ22周年記念大会〜
『Judgement2019〜DDT旗揚げ22周年記念大会〜』（ジャッジメント2019 ディーディーティーはたあげにじゅうにねんきねんたいかい）日本のプロレス団体DDTプロレスリングによって両国国技館で行われる興行である。

## 試合
| 第一アンダーマッチ プロレスリングBASARA提供試合 20分一本勝負 |                                                                                |                                                             |
| ◯関根龍一 下村大樹 | 6分14秒 レッツ・コンバイン                                                     | 中野貴人● 神野聖人                                          |
| 第二アンダーマッチ 東京女子プロレス提供試合 20分一本勝負 |                                                                                |                                                             |
| まなせゆうな ◯天満のどか 愛野ユキ | 11分49秒 キルスイッチ→片エビ固め                                               | 万喜なつみ 乃蒼ヒカリ● 渡辺未詩                             |
| オープニングマッチ 勝俣瞬馬復帰戦 30分一本勝負 |                                                                                |                                                             |
| 勝俣瞬馬 スペースモンキー ◯上野勇希 | 12分55秒 フランケンシュタイナー→エビ固め                                       | ジェイソン“ザ・ギフト”キンケイド アントーニオ本多 吉村直巳● |
| 第二試合 アイアンマンヘビーメタル級選手権時間差入場バトルロイヤル 時間無制限勝負 |                                                                                |                                                             |
| ＜アイアンマン王者＞朱崇花 |                                                                                |                                                             |
| 出場選手(入場順) スーパー・ササダンゴ・マシン、ゆに、星誕期、伊橋剛太、松永智充、平田一喜、大石真翔、スコーピオX2、エル・リンダマン、奥田啓介、赤井沙希、ヤス・ウラノ、白川未奈、魔苦・怒鳴門、ゴージャス松野、坂崎ユカ、中邑珍輔、朱崇花 |                                                                                |                                                             |
| ◯大石 | 2分14秒 ウラカンラナを切り返す→エビ固め                                        | ゆに●                                                       |
| ◯星誕期 | 3分28秒 ボディープレス→体固め                                                  | 伊橋● 松永●                                                 |
| ◯大石 | 4分25秒 オーバー・ザ・トップロープ                                             | ササダンゴ●                                                 |
| ◯リンダマン | 5分18秒 オーバー・ザ・トップロープ                                             | 星誕期●                                                     |
| ◯みんな | 5分25秒 オーバー・ザ・トップロープ                                             | スコーピオX2●                                               |
| ◯大石 | 6分40秒 オーバー・ザ・トップロープ                                             | 奥田●                                                       |
| ◯魔苦・怒鳴門 | 10分17秒 マックシェイクボム→エビ固め                                           | 大石●                                                       |
| ◯ウラノ | 12分00秒 オーバー・ザ・トップロープ                                            | 魔苦・怒鳴門● 松野●                                         |
| ◯坂崎 | 12分52秒 コロモガワ                                                            | 白川●                                                       |
| ◯珍輔 | 14分51秒 オーバー・ザ・トップロープ                                            | リンダマン●                                                 |
| ◯朱崇花 | 15分39秒 オーバー・ザ・トップロープ                                            | ウラノ●                                                     |
| ◯朱崇花 | 18分42秒 横入り式エビ固め                                                      | 珍輔●                                                       |
| ◯赤井 | 19分03秒 オーバー・ザ・トップロープ                                            | 坂崎●                                                       |
| ◯平田 | 20分23秒 奇跡を呼ぶ一発逆転首固め                                              | 朱崇花●                                                     |
| 平田が第1349代王者に |                                                                                |                                                             |
| ◯赤井 | 19分30秒 ケツァル・コアトル                                                    | 平田●                                                       |
| 赤井が第1350代王者に |                                                                                |                                                             |
| 第三試合 大鵬の孫・納谷幸男、両国国技館初参戦！ 30分一本勝負 |                                                                                |                                                             |
| 潮﨑豪 ◯樋口和貞 納谷幸男 | 13分9秒 ドクターボム→片エビ固め                                                | 関本大介 大鷲透 飯野雄貴●                                   |
| 第四試合 スペシャルシングルマッチ 30分一本勝負 |                                                                                |                                                             |
| ●彰人 | 13分50秒 ナイトライド→片エビ固め                                               | T-Hawk◯                                                     |
| 第五試合 男色ディーノプロデュース・ゆるキャラ「ポコたん」デビュー戦 30分一本勝負 |                                                                                |                                                             |
| 男色ディーノ ●ポコたん KUDO | 11分28秒 高角度ダブルアームDDT→片エビ固め                                      | 石井慧介◯ 梅田公太 渡瀬瑞基                                 |
| 第六試合 スペシャルハードコア6人タッグマッチ 30分一本勝負 |                                                                                |                                                             |
| ◯高尾蒼馬 マッド・ポーリー 彩羽匠 | 19分54秒 ダイビング・フットスタンプ・フロム・ラダー・オン・ザ・チェア→エビ固め | 高木三四郎● 伊東竜二 長与千種                               |
| 第七試合 KO-Dタッグ選手権3WAYマッチ 60分一本勝負 |                                                                                |                                                             |
| マイク・ベイリー ◯MAO （第65代王者） | 13分6秒 キャノンボール450°→片エビ固め                                          | CIMA 吉岡世起 (挑戦者組) 坂口征夫 高梨将弘● (挑戦者組)      |
| ※第65代王者組が3度目の防衛に成功。 |                                                                                |                                                             |
| 第八試合 総研ホールディングス presents DDT EXTREME級選手権試合～「お互いのプライドがルール」ルール 60分一本勝負 |                                                                                |                                                             |
| ●青木真也 （第42代王者） | 12分11秒 蒼魔刀→体固め                                                         | HARASHIMA◯ （挑戦者）                                       |
| ※第42代王者が2度目の防衛に失敗、HARASHIMAが第43代王者となる。 |                                                                                |                                                             |
| セミファイナル ドラマティック・ドリームマッチ 30分一本勝負 |                                                                                |                                                             |
| ◯丸藤正道 | 18分8秒 ポールシフト式エメラルドフロウジョン→体固め                            | 遠藤哲哉●                                                   |
| メインイベント RAGE presents KO-D無差別級選手権試合 60分一本勝負 |                                                                                |                                                             |
| ●佐々木大輔 （第68代王者） | 32分8秒 クロスアーム式ジャーマン・スープレックス・ホールド                     | 竹下幸之介◯ （挑戦者＝D王 GRAND PRIX 2019優勝者）           |
| ※佐々木が2度目の防衛に失敗、竹下が第69代王者となる。 |                                                                                |                                                             |
| ※勝者には賞金200万円が贈呈されます。 |                                                                                |                                                             |